# Nationalmuseum der ägyptischen Zivilisation

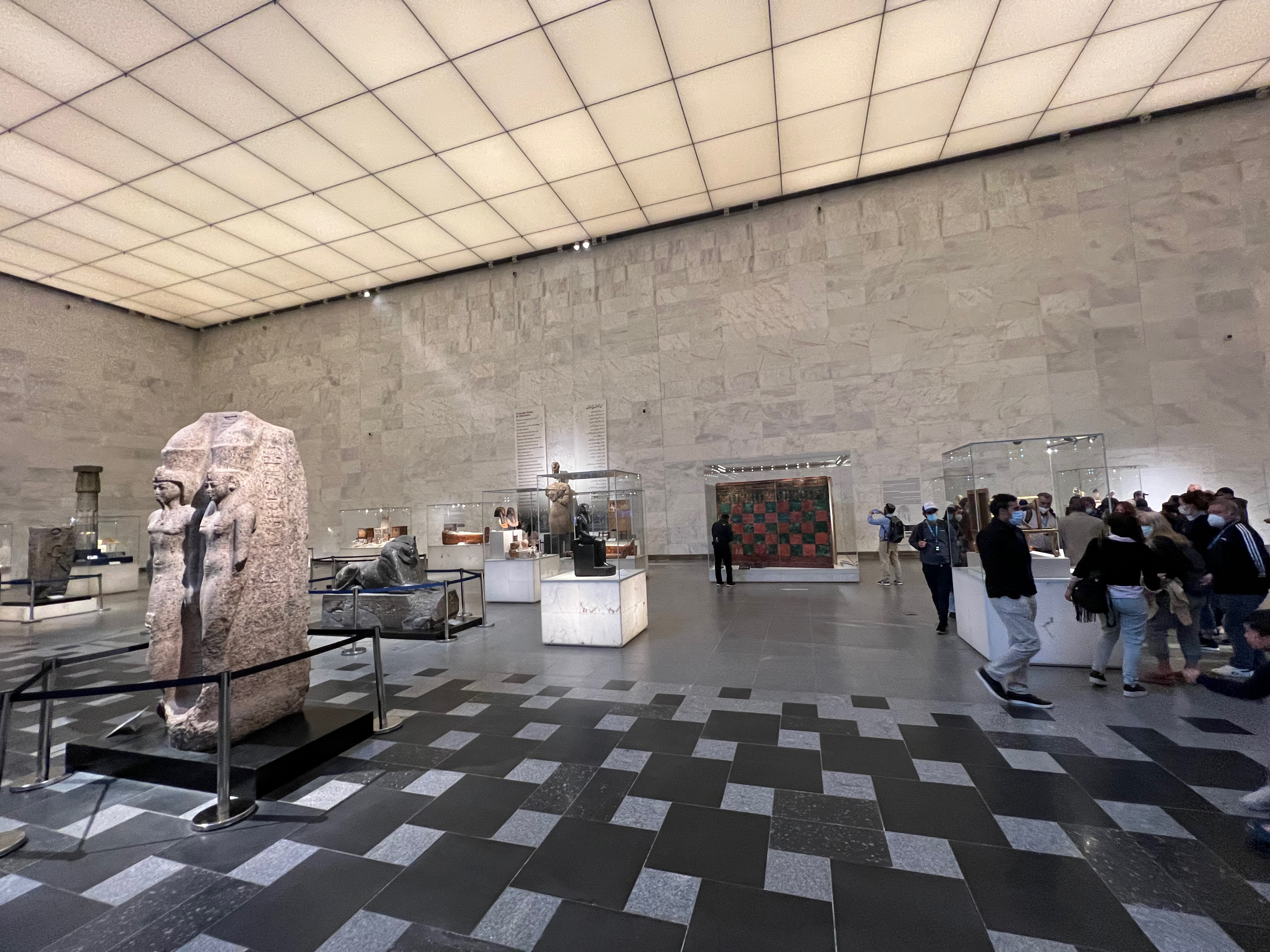
Nationalmuseum der ägyptischen Zivilisation

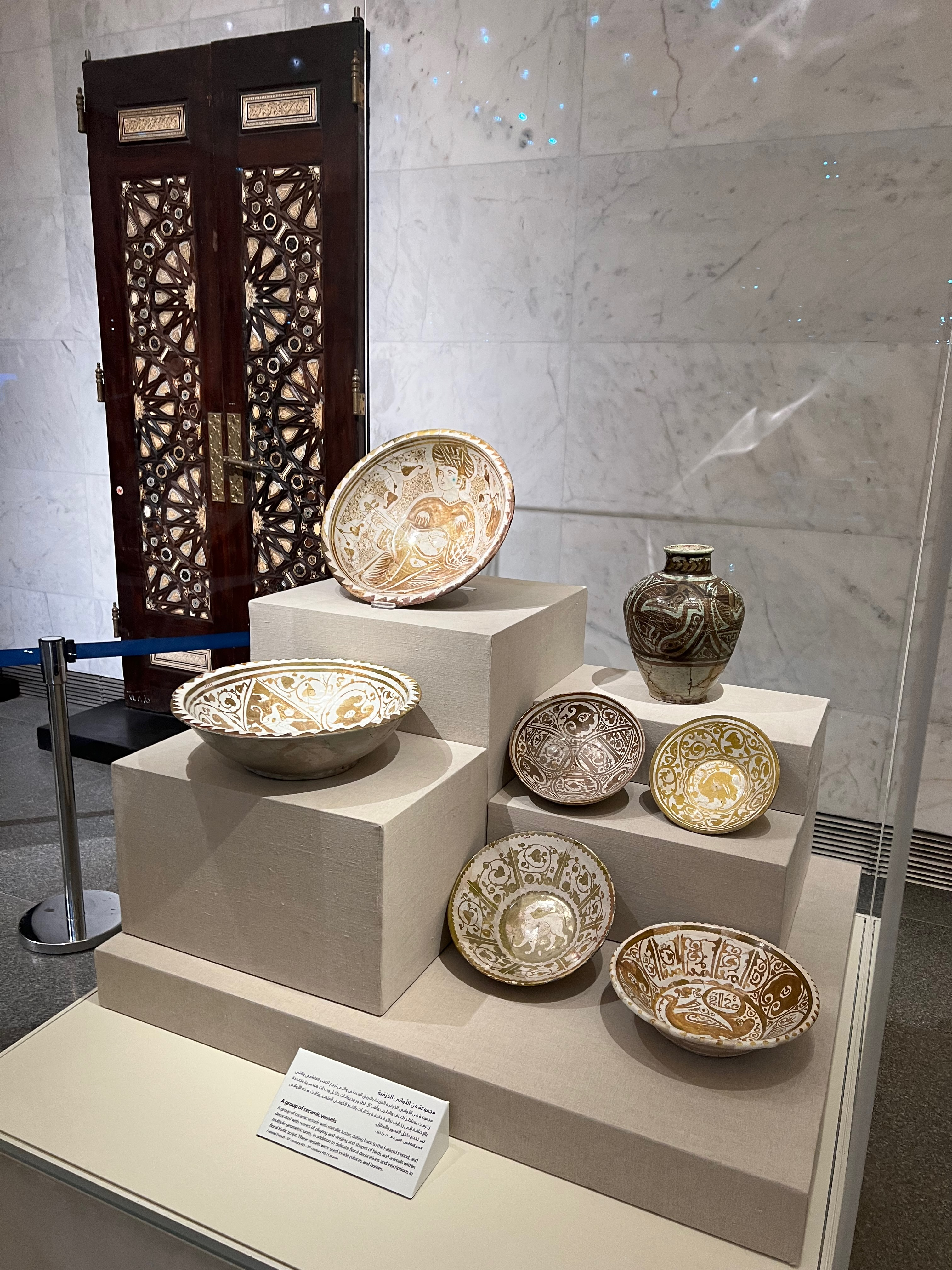
Fatimidische Keramik

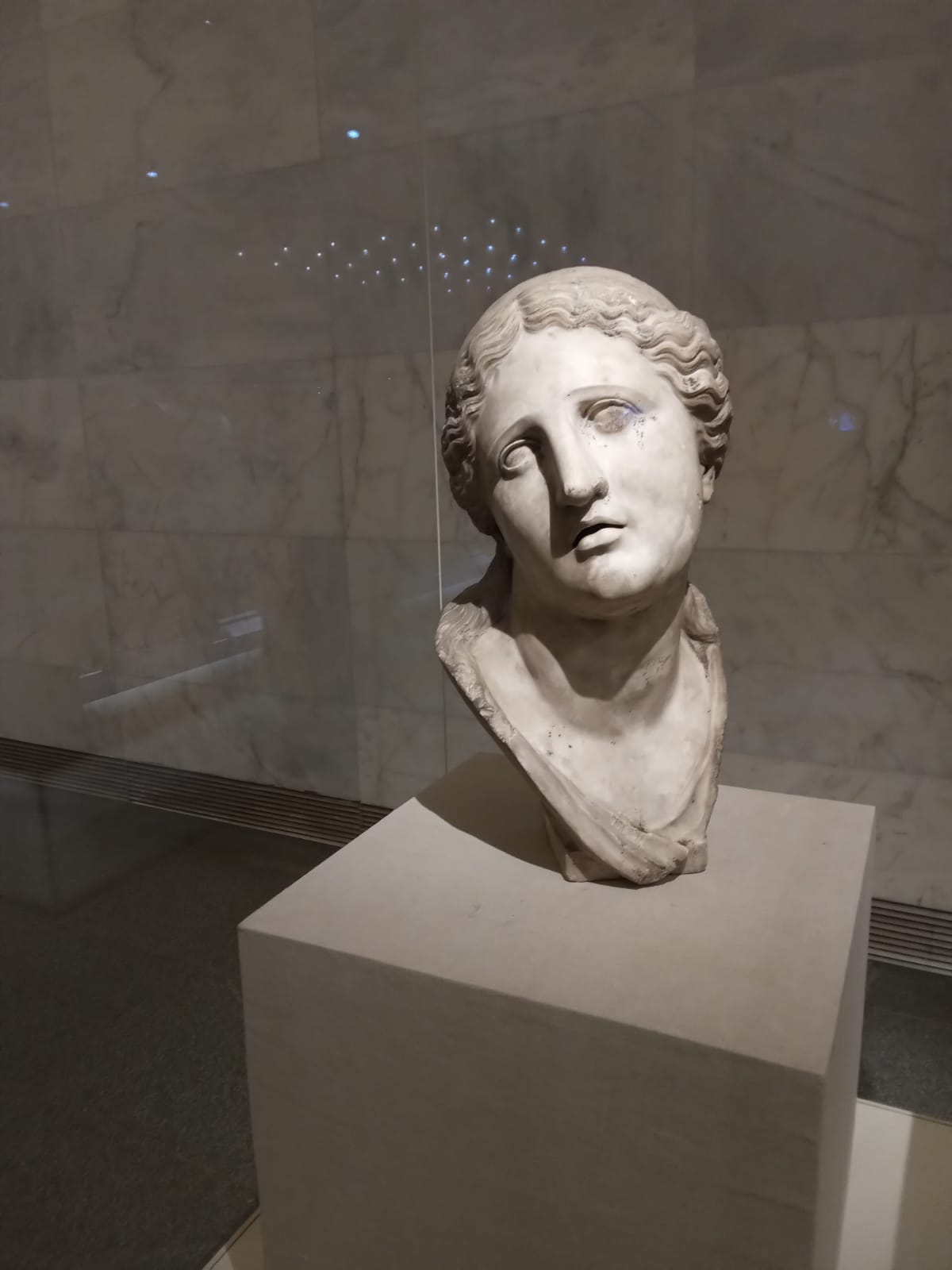
Porträt von Kleopatra

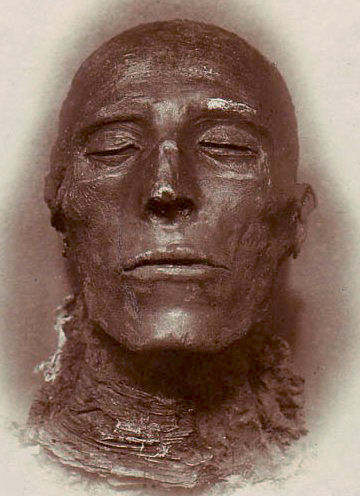
Mumie von Sethos I.

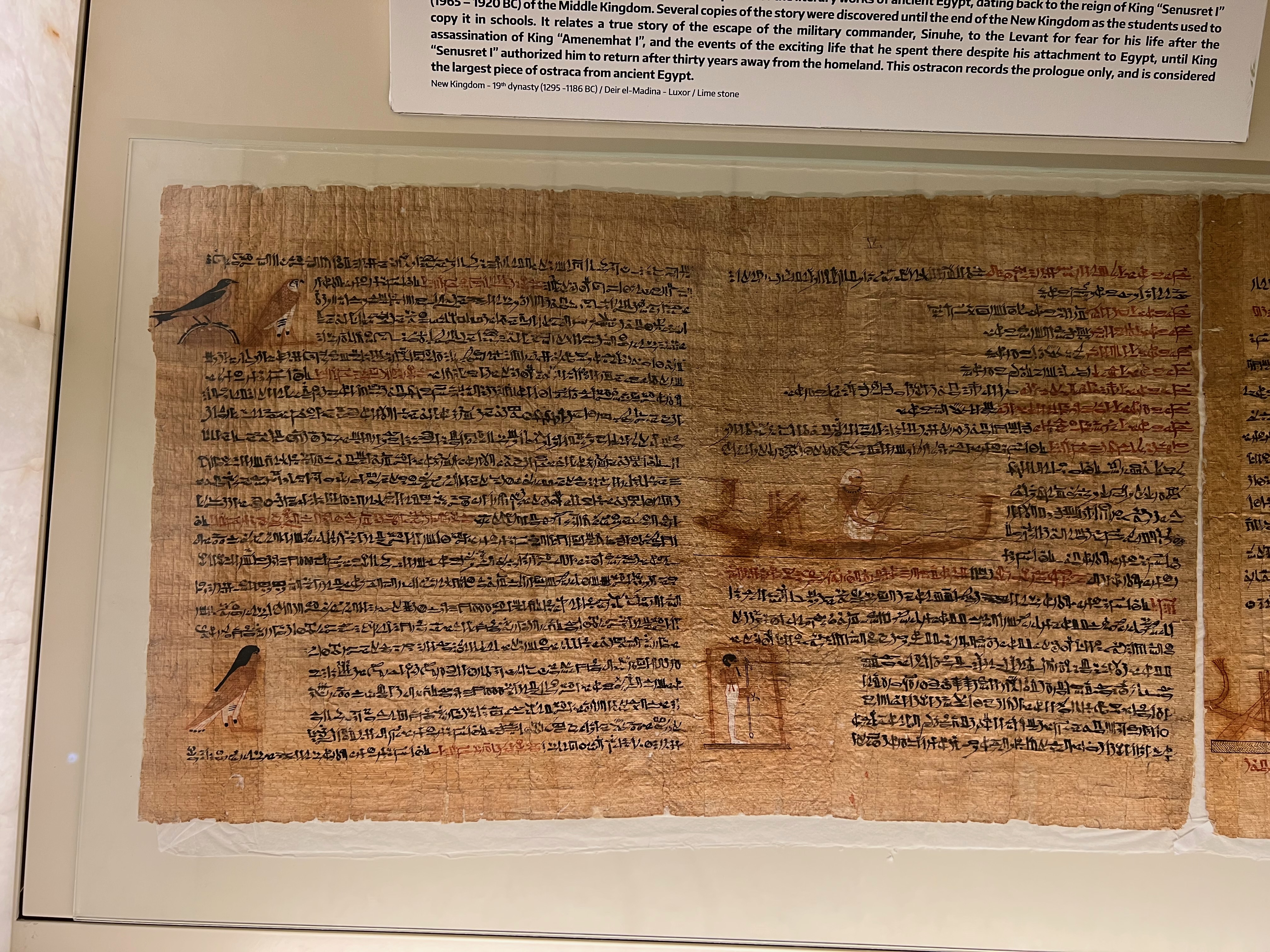
Eine Kopie der Geschichte von Sinuhe

Das Nationalmuseum der ägyptischen Zivilisation (arabisch المتحف القومي للحضارة المصرية, DMG al-Matḥaf al-qaumī li-l-ḥaḍāra al-miṣriyya, internationaler Name National Museum of Egyptian Civilization, kurz NMEC) ist ein staatliches kulturgeschichtliches Museum in Kairo, der Hauptstadt Ägyptens. Der Komplex aus Gebäuden und Außenanlagen erstreckt sich nahe der archäologischen Stätte der ehemaligen Hauptstadt Al-Fustat, die seit 1979 Bestandteil der Welterbestätte „Historisches Kairo“ ist. Es zeigt auf seinen über 23.000 Quadratmetern Ausstellungsfläche rund 50.000 Ausstellungsstücke aus allen Phasen der menschlichen Kultur in Ägypten, von der Vor- und Frühgeschichte bis zur Gegenwart.

## Geschichte

### Vorgeschichte
Mit dem fortlaufenden Anwachsen seiner archäologischen Sammlung konnte das Ägyptische Museum seine Exponate im Laufe der Zeit immer weniger angemessen präsentieren. Daher plante die Regierung zwei neue Museen, das Nationalmuseum der Ägyptischen Zivilisation (internationaler Name: National Museum of Egyptian Civilization, kurz NMEC) und das Große Ägyptische Museum in Gizeh. Die Mumiensammlung war von diesem Umstand besonders betroffen. 1881 wurden zahlreiche in der Cachette von Deir el-Bahari und 1898 im Grab von Amenophis II. entdeckt und seither mehrfach umgelagert, bis sie schließlich im Ägyptischen Museum untergebracht wurden. Bis 2021 enthielten zwei Räume des ägyptischen Museums zahlreiche Mumien von Königen und Familienmitgliedern der königlichen Familien aus dem Neuen Reich von der 18. bis zur 20. Dynastie. Ein Raum mit 27 Königsmumien aus der Pharaonenzeit wurde 1981 auf Anordnung des damaligen Präsidenten Anwar Sadat geschlossen und wurde 1985 mit einer etwas verkleinerten Ausstellung mit Königen und Königinnen des Neuen Reichs wieder eröffnet. Es wurde aber nicht nur für die Mumiensammlung eine Möglichkeit zur zeitgemäßen Präsentation benötigt.

### Bau
Erste Planungen für das Nationalmuseum der ägyptischen Zivilisation gehen auf das Jahr 1982 zurück. Den ausgeschriebenen Architekturwettbewerb gewann 1984 der ägyptische Architekt El Ghazzali Kosseiba. Im Jahr 2000 wurde das Baugelände ausgewählt. Die Bauarbeiten begannen 2004 und waren 2009 fertiggestellt. Die Eröffnung des Museums verzögerte sich jedoch mehrfach, unter anderem durch die 2011 begonnene Revolution in Ägypten und die nachfolgende Staatskrise der Jahre 2013/2014.
Das Design der Ausstellungsräume stammt von dem japanischen Architekten Arata Isozaki. Bei den weitläufigen Außenanlagen, mit Blickbeziehungen über den in der Vorstadt Ain Al Sira gelegenen See Ain Al Yahat in die geschichtsträchtige Umgebung, beriet der für die UNESCO tätige deutsche Landschaftsarchitekt Hans Dorn. Das Museum wird organisatorisch und technisch von der UNESCO unterstützt, zum Beispiel durch spezielle Ausbildung des Personals.
Die Gesamtkosten für den Bau des Museums beliefen sich auf rund 2 Milliarden Ägyptische Pfund. Davon entfielen allein auf die Große Halle und die Halle der Königlichen Mumien 600 Millionen, was etwa der Hälfte der staatlichen Mittel für die ins Stocken geratenen archäologischen Projekte entspricht.

### Eröffnung
Das Museum wurde im Februar 2017 teileröffnet und seither nach und nach mit Objekten aus den Beständen anderer Museen und Sammlungen ergänzt.
2019 erhielt das NMEC eine Spende von 5000 Objekten von der American University in Cairo.
Das Museum wurde offiziell am 3. April 2021 von Staatspräsident Abd al-Fattah as-Sisi eröffnet. An diesem Tag wurden zur Eröffnung des Museums 22 Mumien aus dem Ägyptischen Museum mit der Goldenen Parade der Pharaonen durch die Stadt in das NMEC überführt, wo sie seit dem 18. April 2021 (UNESCO-Welterbetag) in der Halle der königlichen Mumien gezeigt werden.

## Sammlung
Die Große Halle vermittelt einen Überblick über die Entwicklung der ägyptischen Zivilisation von der Vorgeschichte, über das Alte Ägypten, die griechisch-römische Zeit, die Koptische Epoche und die Islamische Periode bis hin zum modernen Ägypten.
Es gibt einen Bereich für Wechselausstellungen.
In der Royal Mummies Hall im Keller können folgende königliche Mumien aus der 17. bis zur 20. Dynastie besucht werden:
- König Seqenenre
- Königin Ahmose Nefertari
- König Amenophis I.
- König Thutmosis I.
- König Thutmosis II.
- Königin Hatschepsut
- König Thutmosis III.
- König Amenophis II.
- König Thutmosis IV.
- König Amenophis III.
- König Sethos I.
- König Ramses II.
- König Merenptah
- König Sethos II.
- König Siptah
- König Ramses III.
- König Ramses IV.
- König Ramses V.
- König Ramses VI.
- König Ramses IX.

## Weitere Einrichtungen
Dem Museum sind Restaurierungswerkstätten und Laboratorien angeschlossen. Es gibt einen Bereich mit museumspädagogischen Angeboten für Kinder, beispielsweise einen großen Sandtisch, wo aus dem Sand vorsichtig „archäologische Schätze“ freigelegt werden können, und eine große Holzsphinx, die aus Steckelementen zusammengesetzt werden kann.